# Mazières-en-Gâtine
Mazières-en-Gâtine är en kommun i departementet Deux-Sèvres i regionen Nouvelle-Aquitaine i västra Frankrike. Kommunen ligger i kantonen Mazières-en-Gâtine som tillhör arrondissementet Parthenay. År 2022 hade Mazières-en-Gâtine 1 028 invånare.

## Befolkningsutveckling
Antalet invånare i kommunen Mazières-en-Gâtine
| Referens: INSEE |